# Наш конёк — большие деньги
«Наш конёк — большие деньги» — кинофильм.

## Сюжет
Два неудачника умудрились потерять десять тысяч долларов, взятые в долг у главаря банды. Им пришлось бежать из Нью-Йорка в Лос-Анджелес, где они оказались вовлечены в кражу компрометирующего видео.

## В ролях
- Дэннис Фарина — Сэл
- Лео Росси — Чарли
- Фрэн Дрешер — Валери
- Синтия Фрост — Конни
- Джон ЛаМотта — Джино, «Зеленщик»
- Питер Яканджело — Фрэнки, «Зверюга»